# Karel De Brabander
Karel De Brabander (Geel, 31 maart 1913 – Watermaal-Bosvoorde, 20 november 1984) was een Belgisch componist.

## Levensloop
Hij is de zoon van Florimond De Brabander, directeur van de Academie van Geel. Hij was getrouwd met Jake Gilles.
De Brabander volgde de humaniora op het Sint-Aloysiuscollege en begon gedichten te schrijven. Hij ging in 1930 wijsbegeerte en letteren studeren aan de Facultés universitaires Notre-Dame de la Paix te Namen, maar brak deze studie al na een jaar af. Vervolgens begon hij onder invloed van zijn vader, die muziekliefhebber was, aan een muziekstudie aan het Lemmensinstituut en toen van 1932 tot 1935 aan het Conservatorium van Antwerpen bij leraren als Emmanuel Durlet (piano), Edward Verheyden (harmonieleer) en Flor Alpaerts (contrapunt). In 1935 haalde hij een Henry Le Bœuf-prijs voor zijn werk Didactische suite voor kamerorkest.
Hij ging in 1936 aan het werk bij het Nationaal Instituut voor de Radio-omroep (NIR), maar dan toch vooral als geluids- en muziekregisseur bij hoorspelen. Ondertussen schreef hij een aantal werken voor kamermuziekensembles. Toen Nazi-Duitsland het NIR overnam en omvormde tot Zender Brussel, solliciteerde De Brabander op zijn eigen functie en bleef die de gehele oorlog bekleden. Hij kwam te werken met Paul Douliez en Wies Moens. Hij was korte tijd lid van het Vlaamse Legioen en verzorgde amusement voor strijders aan het oostfront. Hij componeerde het strijdlied voor het Vlaams Legioen, op tekst van Bert Peleman. Ook begeleidde hij de Nationaal Socialistische Jeugd in Vlaanderen op muziekgebied.
Toen Vlaanderen in september 1944 bevrijd werd trok hij met enkele NIR-collegae naar Duitsland. Na het einde van de oorlog bleef hij verschillende jaren aldaar om aan de vervolging als collaborateur te ontsnappen. Hij werkte enige tijd voor een vrijheidszender, maar trok vermoedelijk eind jaren veertig terug naar België en dook er enige tijd onder. Hij was in 1947 bij verstek veroordeeld tot 20 jaar gevangenisstraf.

## Componist
Van 1950 tot 1973 werkte hij voor IVAC (International Visual Aid Centre), een bedrijf dat zich toelegde op didactisch en audiovisueel materiaal. Van componeren kwam toen bijna niets meer in huis en pas in de jaren tachtig kwam dat terug. Hij vestigde de aandacht op zich met zijn werk Triptiek voor orgel (1983). Hij schreef uiteindelijk zo’n 150 werken, waarvan het grootste deel bewaard wordt door de Koninklijke Bibliotheek van België in Brussel. Zijn muziek kenmerkt zich door een overgang van behoudend repertoire naar het nieuwere stromingen binnen de klassieke muziek uit de 20e eeuw. Hij werd daarin als gelijke gezien van componisten als Karel Albert en Marcel Poot. Zijn  belangrijkste werk bleef echter de prijswinnaar Didactische suite, volgens de muziekrecensent van Het Vaderland in 1935 een mengeling tussen de klanken van Darius Milhaud en Arnold Schönberg.
Andere composities van hem zijn:
- vier symfonieën
- Groteske suite voor blaasorkest
- Kleine muziek voor acht solisten
- Zesstemmig koorlied
- Geestelijk lied voor koor en blaasorkest
- een strijkkwartet
- Concertino voor piano en vijf klarinetten
- Cor de Wolf-variaties
- Reinaert (ballet) voor groot orkest.